# Pipinos (Y8)
Le Pipinos (pennant number : Y8) est un sous-marin britannique de Classe V, commandé à l’origine par le gouvernement britannique, sous le nom de HMS Veldt (P71), le 5 décembre 1941, avec sept autres sous-marins de classe V, au chantier naval Vickers-Armstrongs Ltd à Barrow-in-Furness, en Angleterre. Sa construction a commencé le 2 novembre 1942, il a été lancé le 19 juillet 1943. Le 13 octobre 1943, il a été cédé par la Royal Navy britannique à la Marine de guerre hellénique. Il est reçu le 28 octobre 1943 par le capitaine de frégate Alexander Ralli et rejoint la Marine royale grecque sous le nom de Pipinos et le code « Y8 ». Après son achèvement, le 1er novembre 1943, il a effectué des essais avec un équipage grec. En février 1944, il a navigué jusqu’au Moyen-Orient. Le Pipinos a été l’un des quatre sous-marins, avec l’« Argonaut », le « Dauphin » et le « Trident I », cédés en 1943 par la Grande-Bretagne pour renforcer la Marine royale grecque. De ces quatre sous-marins construits par la société Vickers-Armstrong Ltd, un seul, le Pipinos, a vu une action de guerre pendant la Seconde Guerre mondiale.

## Conception
Le navire mesurait 62,3 mètres de long et 5,9 m de large. Il avait un tirant d'eau de 4,9 m et un déplacement de 648 tonnes en surface ou 735 tonnes en plongée. Sa propulsion se composait de deux moteurs diesel et deux électriques, d’une puissance de 825 ch pour la navigation en surface et de 615 ch en plongée. La vitesse du sous-marin était de 11,5 nœuds à la surface et 9 noeuds en plongée. Le navire était manœuvré par un équipage de 37 hommes. Son armement se composait de quatre tubes lance-torpilles de 533 mm, un canon de pont de 76,2 mm et 3 mitrailleuses de 7,62 mm. Il avait une capacité de transport de huit torpilles. Son autonomie atteignait 4050 milles marins à une vitesse de 10 nœuds en surface, et 23 milles à 8 nœuds (ou 170 milles à 2,5 nœuds) en plongée.

## Engagements
Il partit pour sa première patrouille de guerre en mer Égée, sous le commandement du capitaine Alexandre Ralli, le 1er mars 1944. Son palmarès comprend les actions de guerre suivantes :
Le 8 mars 1944, à 01:26, dans le Golfe Thermaïque, il mène une attaque infructueuse avec 3 torpilles contre le bateau à vapeur bulgare Burgas de 2 941 tonneaux de jauge brute (TJB), qui était utilisé par la Kriegsmarine allemande comme transport. Le Burgas se trouvait en convoi avec le navire allemand Drache (ex-Zmaj yougoslave, 1870 TJB),,.
Le 13 avril 1944, à 08:00, à 20 milles au nord de Souda, il torpille et coule un navire diesel grec (12 TJB) utilisé par l’armée allemande d’occupation,,.
Le 28 mai 1944, au sud-est de la mer Égée, il mène une attaque infructueuse avec 4 torpilles contre le navire suédois Boreland (2632 TJB),. Le Boreland était un navire de la Croix-Rouge, et il est heureux que l’attaque du Pipinos ait été infructueuse.
Le 9 août 1944, à 17:05, à Karlóvasi sur l'île de Samos, sous le commandement du lieutenant Constantin Lundras, il mène une attaque réussie avec 4 torpilles contre le torpilleur allemand TA 19 (anciennement Calatafimi italien, 863 tonnes). Le TA 19 a été coupé en deux et coulé aux coordonnés approximatives 37° 45' N et 26° 59' E,,,. Le Pipinos a attendu pendant 8 heures en plongée la sortie du TA 19 à l’extérieur du port de Karlóvasi.
Le même jour, à 19:14, au même endroit, il mène une attaque infructueuse avec 4 torpilles contre le navire d’approvisionnement grec Oria (707 TJB), prise de guerre contrôlée par l’armée allemande, qui était amarré à Karlóvasi avec les navires allemands Merkur (212 TJB) et Horst (212 TJB). Des quatre torpilles, qui ont été lancées en salves de deux, deux se sont retrouvées sur le rivage, sans exploser, et deux ont heurté le quai en le détruisant mais sans causer de dommages à aucun des navires,,,,,,,. Les archives indiquant que le navire avait coulé à la suite de l’attaque du Pipinos le 9 août 1944 sont incorrectes, puisque ce navire a été coulé plus tard, en eau peu profonde, le 23 septembre 1944, sur l’île de Donoussa, dans les Cyclades, à la suite d’une frappe aérienne par des avions de type Bristol Beaufighter des 252e et 603e squadrons de la Royal Air Force britannique.
Le 3 septembre 1944, à 06:15, à Héraklion en Crète, il mène une attaque infructueuse avec 3 torpilles contre un navire ennemi dont l’identité reste inconnue,.
Le 6 septembre 1944, à 04:26, au cap Stávros, en Crète, il mène une attaque infructueuse avec 4 torpilles contre un navire armé allemand de 830 TJB. L’attaque a été remarquée par le chasseur de sous-marins allemand UJ-2171,,.
Le 8 septembre 1944, à 01:25, à 14 milles de l’île rocheuse volcanique inhabitée d’Escháti, au sud-ouest de Santorin, il mène une attaque infructueuse avec son canon de pont contre un navire à moteur Diesel de l’armée allemande, de 200 tjb,,.
Le Pipinos a été restitué en 1957 à la Royal Navy britannique au port de Malte. Il a repris son nom original de HMS Veldt. Il a été désarmé et démoli le 23 février 1958 à Dunston en Angleterre.